# (4399) Ashizuri
(4399) Ashizuri (1984 UA) – planetoida z pasa głównego asteroid okrążająca Słońce w ciągu 4,13 lat w średniej odległości 2,57 j.a. Odkryta 21 października 1984 roku.